# 하이든 주제에 따른 변주곡
하이든 주제에 따른 변주곡 Op. 56a(독일어: Variationen über ein Thema von Haydn op. 56a)은 요한네스 브람스가 작곡한 관현악 변주곡으로, 1873년 여름에 작곡하였다. B플랫 장조로 된 주제와, 여덟 변주곡, 피날레로 이루어져 있다.
하이든 변주곡은 두 판본이 있다. 먼저 나온 곡은 피아노 두 대를 위한 것이지만, 작품 번호는 56b가 붙어있고, 관현악용으로 나온 같은 곡은 작품 번호가 56a이다.
관현악 판본은 "음악사상 개별적인 관현악 변주곡을 모은 최초의 작품"으로 평가받는다. 편성은 피콜로 2대, 플루트 2대, 오보에 2대, 클라리넷 2대, 바순, 콘트라바순, 호른 4대(둘은 E플랫, 다른 둘은 B플랫), 트럼펫 2대, 팀파니, 트라이앵글, 그리고 제1,2바이올린, 비올라, 첼로, 더블 베이스를 비롯한 현악 5부이다. 관현악 판본은 1873년 11월 2일에 브람스가 직접 지휘하는 가운데 빈 필하모닉 오케스트라가 초연했다.
연주 시간은 보통 18분 정도이다.